# Nicolas Heinsius
Claes Hensius, Nicolas Heinsius en latin, né le 20 juillet 1620 à Leyde et mort le 7 octobre 1681 à La Haye, est un érudit et diplomate hollandais.
Considéré comme un des poètes latins modernes les plus purs et les plus élégants, il a composé, comme son père, des poésies latines, principalement des élégies, qui furent remarquées par leur élégance. Il a, en outre, donné des éditions de Claudien, Amsterdam, 1650 et 1665 ; Ovide, 1652 et 1668 ; Prudence, 1667, Virgile, 1676 et Valerius Flaccus, 1680.

## Biographie
Fils de Daniel Heinsius et neveu de Jan Rutgersius, il reçut, sous les auspices paternels, l’éducation littéraire la plus soignée. Il se prit de passion pour le même type d’études que son père et voyagea en Angleterre en 1642. Cependant, ayant trouvé les Anglais peu communicatifs de leurs trésors littéraires, il n’y fit pas un long séjour, y collationnant cependant quelques manuscrits d’Ovide, poète qui devait un jour lui avoir tant d’obligations.
En 1644, il eut besoin de prendre les eaux de Spa, auxquelles il a consacré une élégie latine, exprimant sa reconnaissance pour le bien qu’il en éprouva. À son retour de Spa, il parcourut la Belgique, y forma des contacts utiles, et acquit de nouvelles richesses pour son Ovide. L’année suivante, il retourna à Spa, et vers l’automne il se rendit à Paris, où son mérite et sa réputation le mirent aussitôt en relation avec les personnes les plus distinguées, et où toutes les bibliothèques furent ouvertes à ses recherches. Il y publia un recueil de ses poésies latines.
Brulant du désir d’aller en Italie, il se satisfit l’année suivante mais, successivement malade à Lyon et à Marseille, il le fut encore à Pise et à Florence, ce qui ne l’empêcha pas de mettre à profit son séjour dans ces deux dernières villes. L’année suivante, il visita Rome, où il eut spécialement à se louer des bons offices du bibliothécaire Lukas Holste. Entre plusieurs communications utiles, ce ne fut pas pour Heinsius l’une des moins précieuses que celle de l’ouvrage grec, inédit, de Jean le Lydien, sur les magistratures des Romains, ouvrage édité par Michel Dubuisson et Jacques Schamp
De Rome, Heinsius se rendit à Naples où il ne manqua ni de doctes personnages à voir, ni de bibliothèques à consulter. Les troubles sanglants qui éclatèrent dans cette ville vers la fin de l’été de 1647 décidèrent son départ pour Livourne, d’où il se dirigea sur Venise. Cette ville répondit aussi peu à son attente, qu’il eut lieu d’être satisfait de Padoue. Il publia dans celle-ci, en 1648, sous le titre d’Italica, deux livres d’élégies, qui eurent le plus grand succès en Italie.
À son retour en Hollande, ardemment désiré par son père, Heinsius ne s’arrêta guère qu’à Milan, où la bibliothèque Ambrosienne lui ouvrit ses trésors. Enfin, après trois ans d’absence, il revit Leyde, mais son séjour s’y borna à quelques mois. Après sept ans de voyages, il céda, en 1649, aux avances qui lui furent faites par la reine Christine de Suède, pour aller augmenter sa cour lettrée. S’étant établi à Stockholm en 1650, la reine le chargea de procéder à des acquisitions de livres et de manuscrits pour sa bibliothèque. « Il se fit estimer, écrit Catteau-Calleville, par son caractère sage et modéré, et, loin de tirer parti de la générosité de Christine, il fit des avances dont il eut beaucoup de peine à se faire rembourser. » Cependant, ayant rencontré à Stockholm l’ardent ennemi de son père, Saumaise, ce dernier s’associa à l’abbé Bourdelot pour le harceler. La muse de Heinsius le vengeait de son implacable adversaire, et une malveillance aussi obstinée que celle de Saumaise pour les Heinsius peut seule excuser une pièce aussi virulente que le Scazon in Alastorem, qui se trouve dans l’édition d’Amsterdam de 1666 ses Poemata de Nicolas Heinsius.
Heinsius parcourut cependant l’Italie dans tous les sens pendant deux années consécutives, pour faire à Christine des acquisitions intéressantes, soit en livres et en manuscrits, soit en antiquités et en médailles. Saumaise n’avait cessé d’intriguer contre lui pendant son absence, mais le crédit de Bochart balança cette haineuse influence. Saumaise étant mort en 1653, dans un voyage qu’il avait fait aux eaux de Spa, Heinsius retourna l’année suivante à Stockholm ; ce ne fut guère que pour demander à Christine, dont les gouts commençaient à se diriger dans un autre sens, la liberté de se retirer, et le remboursement des sommes qu’il avait à réclamer. Sa lettre, en forme de placet, se trouve dans la Sylloge epistolarum de P. Burmann, t. 5, p. 766 et suivantes. La reine de Suède chercha à dissuader Heinsius de son projet bien arrêté, mais, le 7 octobre 1654, les états de Hollande le nommèrent leur résident à Stockholm, ce qui le fit rester, sous de nouveaux rapports, dans la capitale suédoise.
Au mois de février 1655, ayant perdu son père, Heinsius prit le parti de retourner dans son pays. Comme Grotius, il faillit périr dans la traversée, mais, plus chanceux que lui, il échappa à une maladie qui le retint à Danzig pendant trente-six jours. À son retour à La Haye, les États, pour lui témoigner leur satisfaction de sa conduite en Suède, lui offrirent la légation de Prusse ou celle de Danemark, poste que son état de la santé l’empêcha d’accepter. Il s’établit à Amsterdam en 1656, et y fut nommé secrétaire de la ville. Le repos du reste de ses jours fut troublé par un procès que lui suscita Marguerite Wullen, une courtisane qu’il avait connue à Stockholm, et qui prétendait avoir sur lui des droits, qu’il ne voulut jamais reconnaitre.
En 1658, il abdiqua son secrétariat, et alla s’établira La Haye. Ovide, Virgile, Valérius Flaccus, la muse latine et une correspondance littéraire fort étendue, occupaient les loisirs que lui laissait son procès. Il parait qu’il songea aussi à continuer les Annales de Grotius depuis 1609, mais ce projet n’eut pas de suite. Renvoyé en Suède, il rencontra dans sa route sa débitrice Christine, qui allait en Danemark. Celle-ci le combla certes de distinctions flatteuses, mais il n’y gagna pas autre chose. À cette époque, Louis XIV le mis au nombre des savants étrangers auxquels il accorda des pensions, mais le poste que Heinsius occupait auprès de la cour de Suède l’empêcha de jouir de cette faveur. Il se livrait toujours à ses études favorites. Ce fut bien malgré lui qu’il se vit, en 1667, chargé d’une mission auprès du tsar de Moscovie.
Il revint encore à la Haye en 1671, mais avec une santé bien délabrée. Les calamités publiques le conduisirent l’année suivante en Frise orientale, puis à Brême, Minden, Paderborn, Mayence, Worms, Spire, Heidelberg. De retour à la Haye, il s’y occupa principalement de Valérius Flaccus et de Pétrone. À nouveau poursuivi en justice, il s’établit dans sa campagne de Maarssen, dans la province d’Utrecht, vers le mois de décembre 1674. Enfin il chercha le repos dans la petite ville de Viane, où son ami Graevius se plaisait à aller le voir. Des affaires de famille l’ayant ramené à la Haye, il y mourut entre les bras de Graevius, qu’il chargea de ses dernières instructions pour la reine de Suède, pour le grand-duc de Toscane, pour le savant prince-évêque de Paderborn, Ferdinand de Furstenberg, et pour le duc de Montausier, à qui, en 1666, il avait dédié ses poésies latines. Après l’avoir comblé d’éloges, le Journal des savants, de 1682, regrette qu’il soit né et mort dans la religion réformée, ce qui l’absout de l’accusation d’apostasie, qu’entre tant d’autres, la calomnie lui avait fait. Il fut enseveli avec son père dans l’église Saint-Pierre à Leyde. Comme il était fils unique et qu’il mourut célibataire, sa branche s’éteignit avec lui.

## Œuvres

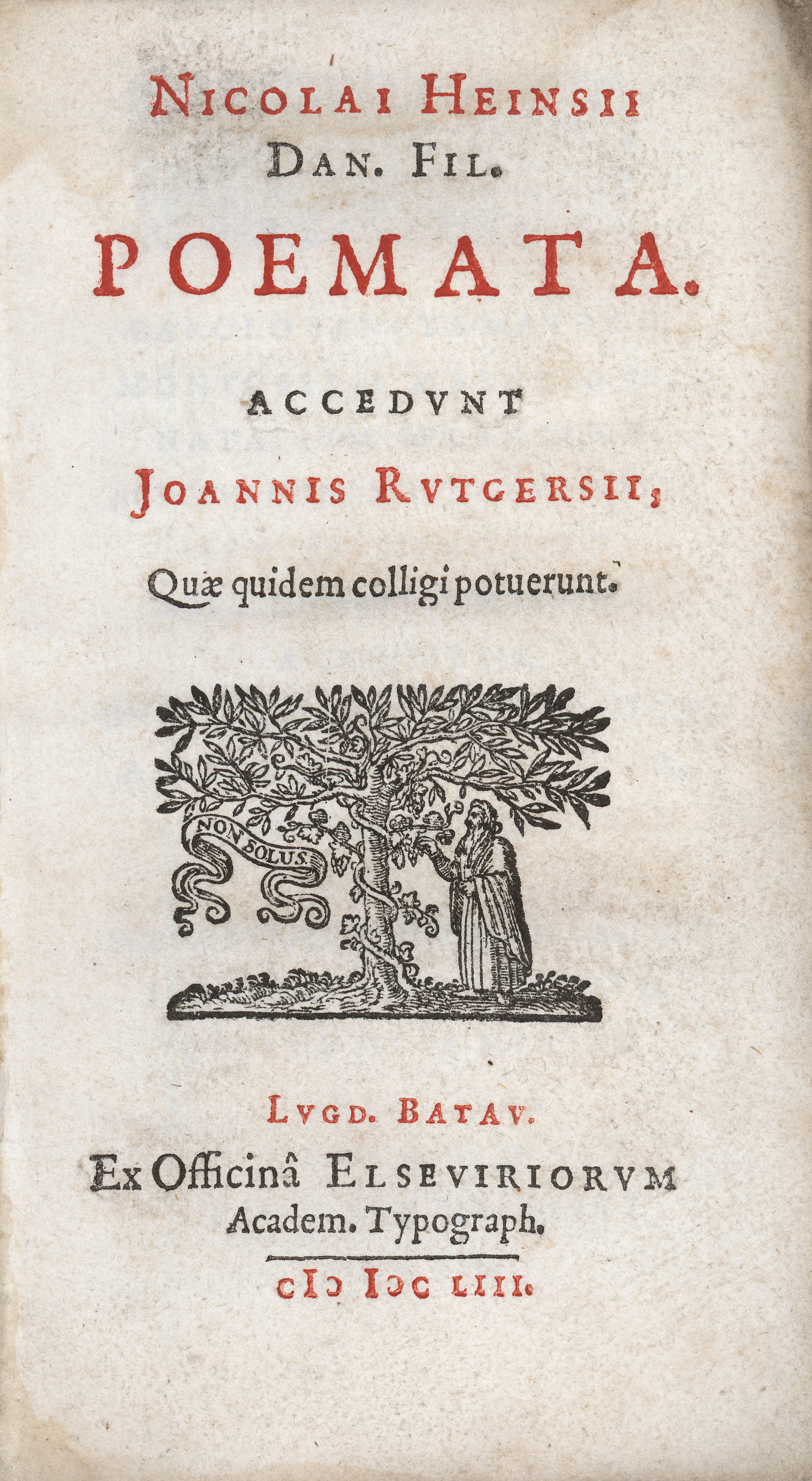
Poemata (1653).

- Claudien, avec des notes, Leyde, 1650, in-12 ; et plus complet, à Amsterdam, 1663, in-8°
- Ovide, avec des notes, Ibid., 1652, 1661, 1668, 3 vol. in-12. Ces notes se trouvent retouchées et plus complètes dans l’Ovide de P. Burinann, 4 vol. in-4°.
- Virgile, sans notes, Amsterdam, 1676 et Utrecht, 1704, in-12. Le commentaire de Heinsius sur Virgile a paru dans l’édition de cet auteur, donnée par P. Burmann. 4° Valérius Flaccus, sans notes, Amsterdam, 1680, in-12.

P. Burmann a publié les notes de Heinsius sur ce poète, Amsterdam, 1702, in-12; et Leyde, 1724, in-4°. Il a également imprimé dans ses diverses éditions les remarques de Heinsius sur Silius Italicus, sur Pétrone, sur Phèdre ; Snakenburg, celles sur Quinte-Curce ; et Broekhuizen, celles sur Tibulle. Un grand nombre de lettres de Heinsius se trouvent dans la Sylloge epistolarum de P. Burmann, 5 vol. in-4°. Burmann parle d’autres lettres inédites dans ses notes sur l’Anthologie latine, t. 1, p. 295. P. Burmann le jeune a publié Nie Heinsiiadoersariorum libri V, suivi des notes du même sur Catulle et sur Properce. Burmann cite itérativement, dans son Anthologie, les notes inédites de Heinsius sur Tacite, sur l’auteur De claris oraloribus, sur les Catalecta veterumpoetarum, etc. Broekhuizen, Van Santen, etc., se plaisent aussi à le citer fréquemment. Peu de philologues ont exercé sur les poètes latins une critique aussi ingénieuse que celle de Nicolas Heinsius.
- Poemata ; la meilleure édition est celle d’Amsterdam, chez Dan. Elzevier, 1666, in-8°, dédiée par l’auteur au duc de Montausier : elle se compose de quatre livres d’élégies, de trois de silves, dont le premier, sous le titre particulier de Christina augusta ; de deux de Juvenilia ; d’un de Saturnalia, où, sous les noms supposés de Cornélius Cossus, et de Francisais Santra, il harcèle deux mauvais poètes latins de son temps, Corneille Bojus et François Planta ; enfin de deux livres d’adoptiva, le premier d’étrangers, le deuxième de Hollandais, avec un appendice. Le même volume offre les poemata de Janus Rutgersius. Il est peu de poètes latins modernes qui, pour l’élégance et la pureté, approchent de Heinsius. Laurent Van Santen, dans ses Deliciœ poeticœ, a recueilli de lui cinquante-deux pièces inédites.